# Schlankschnabel-Regenpfeifer
Der Schlankschnabel-Regenpfeifer (Anarhynchus collaris) ist eine Vogelart aus der Familie der Regenpfeifer (Charadriidae), die an den Küsten Mexikos von Sinaloa und dem südlichen Tamaulipas ohne Yucatan entlang der den Küsten Mittelamerikas vorkommt. Im Binnenland findet man ihn auch am Nicaraguasee und in der Panamakanal-Zone. Des Weiteren erstreckt sich das Verbreitungsgebiet über das nördliche Kolumbien, Venezuela, Trinidad bis ins nördliche zentrale Chile und das zentrale Argentinien. Der Bestand wird von der IUCN als nicht gefährdet (Least Concern) eingeschätzt.

## Merkmale
Der Schlankschnabel-Regenpfeifer erreicht ein Körpergewicht von 25,8 bis 42 g eine Körperlänge von etwa 14 bis 16 cm. Die Flügellänge variiert zwischen 36 und 39 cm. Er unterscheidet sich von den meisten ähnlichen Arten durch ein eher schmales schwarzes Brustband. Dabei hat er eine schwarze Stirnbinde und Zügel. Die Federn auf der Oberseite haben kastanienbraune Fransen. Am Oberkopf ist er hell kastanienbraun. Die Unterseite ist weiß. Er ähnelt dem Schneeregenpfeifer (Anarhynchus nivosus), es fehlt aber immer der keine dunkle Streifen hinter dem Auge. Die Oberseite wirkt dunkler und brauner. Der Schnabel ist relativ lang und dünn, die Beine gelblich. Das Weibchen ähnelt dem Männchen, hat jedoch eine weniger ausgeprägte kastanienfarbige Tönung. Die schwarzen Bereiche wirken manchmal bräunlich. Es gibt keine saisonalen Unterschiede. Jungtiere haben kein Brustband, dafür gelbbraune Seitenflecken. Ihr Kopf ist nicht schwarz, die Oberseite ist hellbraun gesäumt.

## Lautäußerungen
Der Schlankschnabel-Regenpfeifer ist ziemlich laut. Die am häufigsten zu hörenden Rufe sind ein kurzes, nachdrückliches pit oder tschit, das an die Laute des Wilson-Regenpfeifers (Anarhynchus wilsonia) erinnern. Hinzu kommt ein kurz getrillertes pi-drr. Im Erregungszustand werden diese Töne in schneller Folge ausgestoßen. Im Balzflug gibt er wiederholt pi-pi-ddddrrr...pi-pi-ddddrrr...-Töne von sich.

## Fortpflanzung
Die Brutzeit des Schlankschnabel-Regenpfeifers variiert je nach Breitengrad. Sie ist in Westmexiko von November bis Dezember. In Belize wurde im Mai ein Nest mit einem Ei entdeckt. Für Costa Rica wird die Brutzeit von März bis Juni angegeben. In Nordkolumbien ist die Brutzeit von März bis April, in Südkolumbien wurde im August ein Nest mit Eiern gefunden. Aus Ecuador wurde im März ein Nest mit Ei gefunden, und in Brasilien von September bis Dezember verschiedene Nester mit Eiern. Viele Küken schlüpften dort von September bis Januar. Aus Argentinien wurde über Eier vom späten Oktober bis Mitte Dezember berichtet, aus Chile aus dem Januar. In Venezuela brütet er vermutlich in der Trockenzeit von Dezember bis April. Das Nest wird als eine einfache, unbeschichtete Mulde, die 60 bis 80 mm breit und 25 bis 50 mm tief ist, beschrieben. Eines fand man 150 Meter vom Flussufer, ein anderes 20 Meter entfernt. Er nistet gelegentlich mit anderen Arten wie z. B. der Amazonasseeschwalbe (Sternula superciliaris). Aus Kolumbien wurde von einer starken Standorttreue hinsichtlich der Nistplätze berichtet. Viele gefundene Gelege beinhalteten zwei Eier, einige aber auch nur ein Ei. Selbst Nester mit drei Eiern wurden schon entdeckt. Die Eier sind cremefarben mit schwarzen oder kaffeebraunen Flecken und Linien und haben eine Größe 26,6 bis 27,2 mm × 20,4 bis 20,8 mm bei einem Gewicht 4 bis 6,3 g. Sie werden von beiden Erwachsenen bebrütet. Die flaumigen Küken haben ein Gewicht von 4 g, eine cremefarbene Oberseite mit dunkler Zeichnung und eine weiße Unterseite.

## Verhalten und Ernährung
Die Ernährungsgewohnheiten des Schlankschnabel-Regenpfeifers ist bisher wenig erforscht. Wasserkäfer und ihre Larven, Libellen, Fliegenlarven und Ameisen gehören zu seiner Nahrung. Er sucht auf den Wattflächen Vielborster, kleine Krebstiere wie Asseln, Zehnfußkrebse und Krabben und kleine Schnecken, aber auch Samen sind Bestandteil seiner Ernährung. Eine Studie in Nordbrasilien ergab, dass die Nahrungszusammensetzung hauptsächlich aus Würmern (42 %), kleinen Mengen kleiner Muscheln (4 %) und kleineren Krebstieren (2 %) bestand. Die meisten Nahrungsbestandteile (52 %) konnten jedoch nicht eindeutig identifiziert werden. Außerhalb der Brutzeit ist er einzeln, paarweise oder in kleinen, lockeren Gruppen bei der Nahrungssuche. Seine Suche nach Nahrung ist unabhängig vom Gezeitenzyklus. Bei Ebbe nutzt er Wattflächen, bei Flut jedoch Strände und nahegelegene Kies- oder Kurzgrasflächen.

## Verbreitung und Lebensraum

Verbreitungsgebiet (grün) des Schlankschnabel-Regenpfeifers

Der Schlankschnabel-Regenpfeifer bevorzugt sandige Küstenstrände, Feuchtgebiete im Landesinneren und in Mündungsgebieten, Flussufer und Teiche. aber auch offene Sandsavannen. In Mexiko wurde die Art in Höhenlagen bis zu 1500 Meter landeinwärts, in Venezuela in Höhenlagen bis 1100 Meter und in Chile  in Höhenlagen bis 1000 Meter landeinwärts nachgewiesen. Außergewöhnlicher ist die Höhenlage in Bolivien, wo er landeinwärts bis 2550 Meter vorkommen kann.

## Migration
Der Schlankschnabel-Regenpfeifer ist größtenteils ein Standvogel. In El Salvador gilt die Art als überwiegend seltener Zugvogel. Aus Venezuela und Brasilien werden saisonale Kurzstreckenzüge gemeldet. Aus Chile wird gemeldet, dass er von April bis September, also außerhalb der Brutzeit, häufiger vorkommt. In Südamerika scheint er im südlichen Winter an Meeresstränden häufiger vorzukommen als im Sommer. In der Bucht von Panama kommt er von Anfang bis Ende September in Gruppen von sechs Vögeln an den Stränden vor und fliegt Mitte/Ende Februar wieder ab. Vereinzelt wurden er im Landesinneren Zentralmexikos nachgewiesen. Ebenso wurde er schon als Irgast in den USA und auf verschiedenen karibischen Inseln nachgewiesen.

## Etymologie und Forschungsgeschichte
Die Erstbeschreibung des Schlankschnabel-Regenpfeifers erfolgte 1818 durch Louis Pierre Vieillot unter dem wissenschaftlichen Namen Charadrius collaris. Als Verbreitungsgebiet gab er Paraguay basierend auf Paxarito del collar negro von Félix de Azara an. 1832 führten Jean René Constant Quoy und Joseph Paul Gaimard die neue Gattung Anarhynchus ein. Dieser Name ist ein Wortgebilde aus ανα- ana-, deutsch ‚rückwärts‘ und ῥυγχος rhynkhos, deutsch ‚Schnabel‘. Der Artname collaris leitet sich von lateinisch collaris, collum ‚am Nacken, Nacken‘ ab. Alfred Laubmann hatte für sein Werk Die Vögel von Paraguay fünf Bälge, gesammelt durch Eugen Josef Robert Schuhmacher (1906–1973) in Puerto Casado und dem Bergland des Río Apa, zur Verfügung. In Aegialitis gracilis Cabanis, 1874 sah er eine potenzielle Unterart, doch erwägt er auch, dass es sich um ein Synonym handeln könnte. Als Nachweise für das Land in der Literatur betrachtete er Fortin Donovan sowie Waikthlatingmayalwa im Gran Chaco durch John Graham Kerr, Monte Alto, Desaguadero, Colonia von Pedro Risso, Puerto Braga durch Claude Henry Baxter Grant, das Departamento Alto Paraná durch Arnaldo de Winkelried Bertoni sowie Puerto Pinasco im Departamento Presidente Hayes durch Alexander Wetmore Laubman ordnete die Art als Charadrius collaris collaris ein.